# Vanessa gonerilla
La kahukura (Vanessa gonerilla) es una especie  de lepidóptero ditrisio  de la familia Nymphalidae endémica de Nueva Zelanda.
Tiene una envergadura de 50–60 mm.

## Biología
La larva vive sobre la ongaonga (Urtica ferox), especie de ortiga endémica de Nueva Zelanda.

## Subespecies
Esta especie comprende dos subespecies :
- Vanessa gonerilla gonerilla (Fabricius, 1775), de las islas neozelandesas principales
- Vanessa gonerilla ida (Alfken, 1899), de la isla Chatham.